# Gelechia
Gelechia is een geslacht van vlinders van de familie tastermotten (Gelechiidae).

## Soorten
- G. abjunctella Walker, 1864
- G. adapterella Walker, 1864
- G. aglossella Walker, 1866
- G. albatella Walker, 1864
- G. albisparsella (Chambers, 1872)
- G. albomaculata Omelko, 1986
- G. allomima Meyrick, 1938
- G. allotria Meyrick, 1925
- G. anagramma Meyrick, 1921
- G. anarsiella Chambers, 1877
- G. angustella Walker, 1864
- G. anomorcta Meyrick, 1926
- G. anthochra Lower, 1896
- G. anthracopa Meyrick, 1922
- G. arotrias Meyrick, 1908
- G. asinella (Hübner, 1796)
- G. aspoecki Huemer, 1992
- G. atlanticella (Amsel, 1955)
- G. atrofusca Omelko, 1986
- G. badiomaculella Chambers, 1872
- G. basipunctella Herrich-Schäffer, 1854
- G. bathrochlora Meyrick, 1932
- G. benitella Barnes & Busck, 1920
- G. bergiella Teich, 1886
- G. bianulella (Chambers, 1875)
- G. bistrigella (Chambers, 1872)
- G. brumella Clemens, 1864
- G. capiteochrella Chambers, 1875
- G. caudatae Clarke, 1934
- G. clandestina Omelko, 1986
- G. clopica Meyrick, 1931
- G. conditor Omelko, 1986
- G. confusella Heinemann, 1870
- G. cretulata Meyrick, 1927
- G. crudescens Meyrick, 1920
- G. cuneatella Douglas, 1852
- G. cuneifera Walsingham, 1911
- G. cuspidatella Turati, 1934
- G. chionomima Meyrick, 1929
- G. delapsa Meyrick, 1931
- G. delodectis Meyrick, 1938
- G. desiliens Meyrick, 1923
- G. diacmota Meyrick, 1932
- G. discostrigella Chambers, 1875
- G. dolbyii Walsingham, 1911
- G. dromicella Busck, 1909
- G. dujardini Huemer, 1991
- G. dyariella Busck, 1903
- G. dzunmodi Lvovsky & Piskunov, 1989
- G. ekhingolica Lvovsky & Piskunov, 1989
- G. elephantopis Meyrick, 1936
- G. epiphloea Meyrick, 1913
- G. epistolica Meyrick, 1931
- G. exclarella Möschler, 1890
- G. exoenota Meyrick, 1918
- G. exposita (Meyrick, 1926)
- G. farinosa Teich, 1899
- G. fecunda Meyrick, 1918
- G. flavipalpella Walsingham, 1881
- G. flexurella Clemens, 1860
- G. frequens (Meyrick, 1921)
- G. fuscantella Heinemann, 1870
- G. fuscooculata Omelko, 1986
- G. galatea Meyrick, 1926
- G. gammanella Walker, 1864
- G. goniospila Meyrick, 1931
- G. gracula (Meyrick, 1929)
- G. griseaella (Chambers, 1872)
- G. griseochrella Chambers, 1875
- G. haifella Amsel, 1935
- G. hetaeria Walsingham, 1911
- G. hippophaella

Duindoornpalpmot (Schrank, 1802)
- G. horiaula Meyrick, 1918
- G. hyoscyamella Rebel, 1912
- G. impurgata Walsingham, 1911
- G. inconspicua Omelko, 1986
- G. inferialis (Meyrick, 1918)
- G. intermedia Braun, 1923
- G. invenustella Berg, 1876
- G. jakovlevi Krulikovsky, 1905

- G. junctipunctella Caradja, 1920
- G. lactiflora Meyrick, 1921
- G. leptospora Meyrick, 1932
- G. liberata Meyrick, 1910
- G. longipalpella Teich, 1899
- G. lynceella Zeller, 1873
- G. maculatusella Chambers, 1875
- G. machinata (Meyrick, 1929)
- G. mandella Busck, 1904
- G. marmoratella Walker, 1864
- G. mediterranea Huemer, 1991
- G. melanoptila (Lower, 1897)
- G. mimella Clemens, 1860
- G. molitor (Walsingham, 1896)
- G. monella Busck, 1904
- G. mundata (Meyrick, 1929)
- G. muscosella

Donkere haakpalpmot Zeller, 1839
- G. nervosella (Zerny, 1927)
- G. nigra

Zwarte palpmot (Haworth, 1828)
- G. notabilis Omelko, 1986
- G. obscurella Chambers, 1872
- G. ocherfuscella Chambers, 1875
- G. ochrocorys Meyrick, 1936
- G. omphalopis Meyrick, 1926
- G. ophiaula Meyrick, 1931
- G. overhaldensis Strand, 1920
- G. packardella Chambers, 1877
- G. pallidagriseella Chambers, 1874
- G. panella Busck, 1903
- G. paraula (Meyrick, 1916)
- G. paroxynta Meyrick, 1931
- G. petraea Walsingham, 1911
- G. picrogramma Meyrick, 1929
- G. pisarevi Lvovsky & Piskunov, 1989
- G. pistaciae Filipjev, 1934
- G. platydoxa Meyrick, 1923
- G. praestantella Lucas, 1956
- G. repetitrix Meyrick, 1931
- G. rescissella Zeller, 1852
- G. resecta Meyrick, 1913
- G. rhombella

Zwartlapmot (Denis & Schiffermüller, 1775)
- G. rhombelliformis

Harpoenpalpmot Staudinger, 1871
- G. ribesella Chambers, 1875
- G. rileyella (Chambers, 1872)
- G. sabinellus

Jeneverbeshaakpalpmot (Zeller, 1839)
- G. sachalinensis Matsumura, 1931
- G. sattleri Piskunov, 1982
- G. scotinella

Sleedoornhaakpalpmot Herrich-Schäffer, 1854
- G. sematica (Meyrick, 1913)
- G. senticetella

Zwarte haakpalpmot (Staudinger, 1859)
- G. sestertiella Herrich-Schäffer, 1854
- G. sirotina Omelko, 1986
- G. sonorensis Walsingham, 1911
- G. sororculella

Haakpalpmot (Hübner, 1817)
- G. stenacma Meyrick, 1935
- G. suspensa Meyrick, 1923
- G. syncopaula Meyrick, 1937
- G. synthetica Walsingham, 1911
- G. teleiodella Omelko, 1986
- G. tetraleuca Meyrick, 1918
- G. thoracestrigella Chambers, 1875
- G. thymiata (Meyrick, 1929)
- G. trachydyta (Meyrick, 1920)
- G. traducella Busck, 1914
- G. tribalanota Meyrick, 1935
- G. turangella Lvovsky & Piskunov, 1989
- G. turpella

Loodgrijze haakpalpmot (Denis & Schiffermüller, 1775)
- G. unistrigella Chambers, 1873
- G. veneranda Walsingham, 1911
- G. versutella Zeller, 1873
- G. wacoella Chambers, 1874
- G. xylophaea Meyrick, 1921